# Kranichwoog
Koordinaten: 49° 24′ 46,9″ N, 7° 29′ 48,5″ O

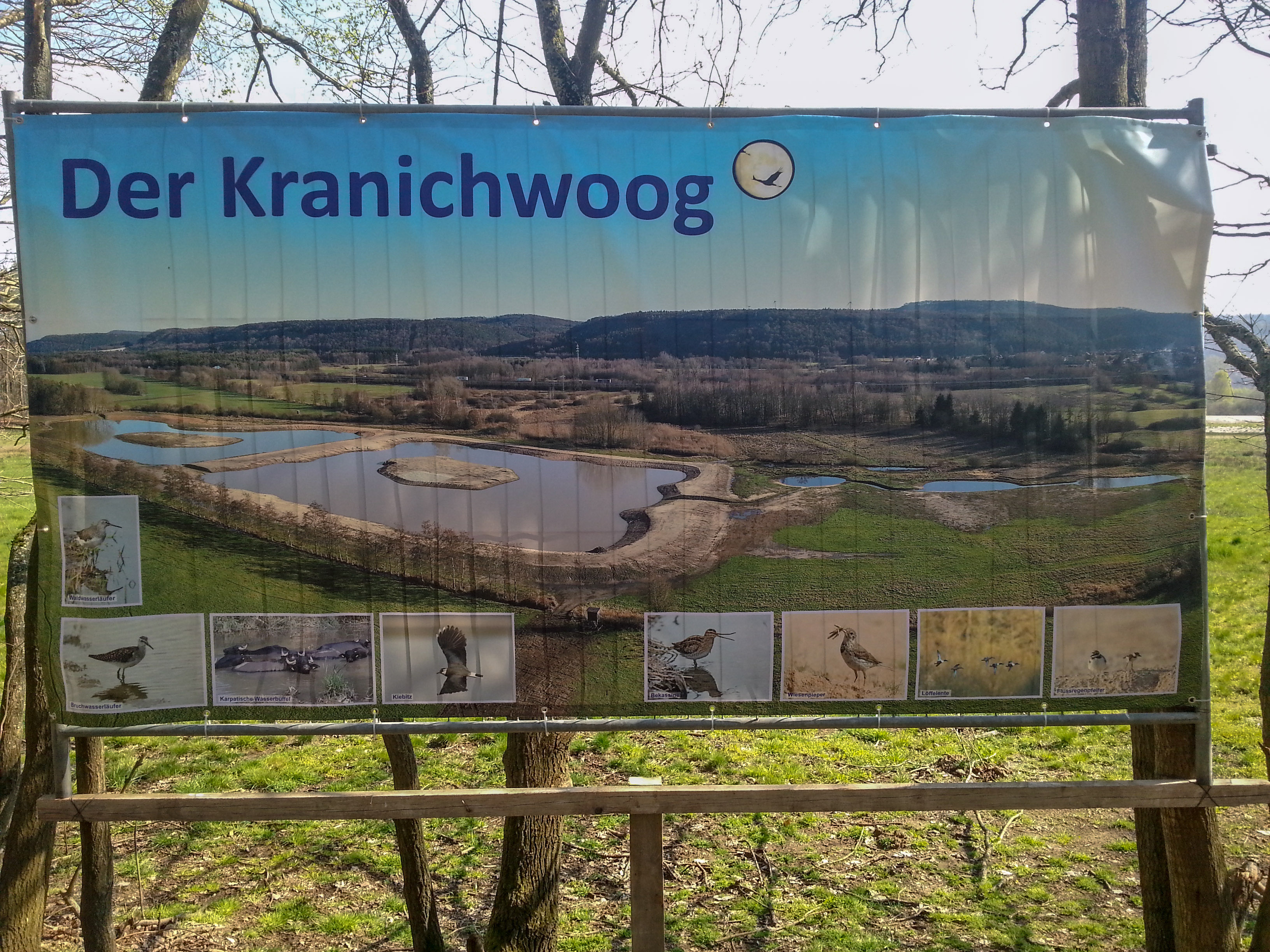
Infotafel am Kranichwoog

Der Kranichwoog, auch bekannt als Hütschenhausener Woog, ist ein Naturschutzprojekt des NABU Rheinland-Pfalz in der Gemeinde Hütschenhausen im Landkreis Kaiserslautern, das verschiedenen Tierarten einen neuen Lebensraum und Rastplatz bieten soll.

## Lage
Der Kranichwoog ist Teil des FFH-Gebiets Westricher Moorniederung, im Landschaftsschutzgebiet Landstuhler Bruch – Oberes Glantal zwischen den Naturschutzgebieten Scheidelberger Woog im Westen und Schachenwald im Osten sowie zwischen den Orten Hütschenhausen im Norden und Hauptstuhl im Süden. Er besteht aus zwei künstlich angelegten Flachwasserbecken mit einer Größe von circa sechs Fußballfeldern sowie drei kleinen Teichen.

## Ziel des Projekts

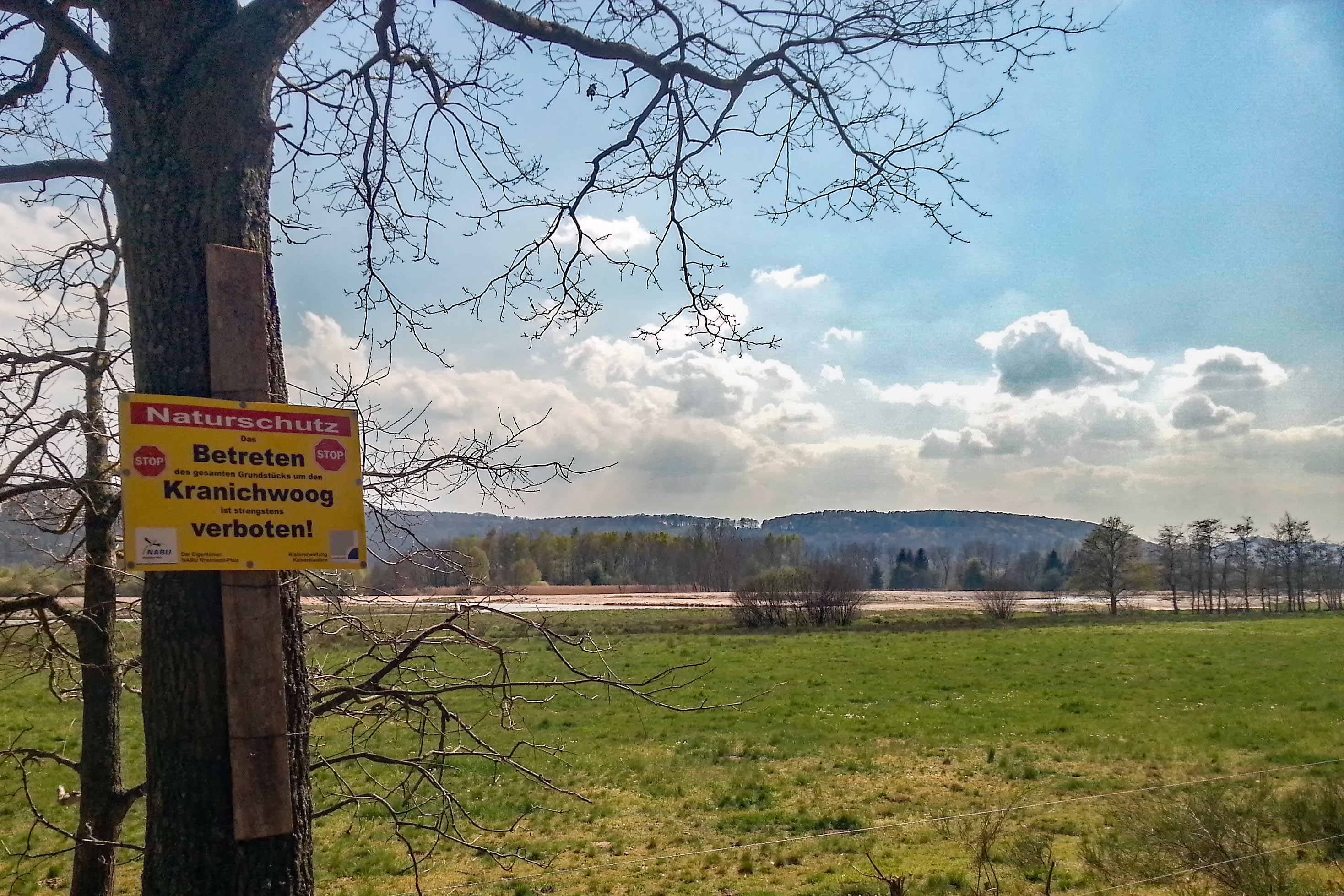
Kranichwoog, Ansicht von Norden

Die Trockenlegung und intensive Bewirtschaftung der Westricher Moorniederung, an deren Südwestrand der Kranichwoog liegt, führte in diesem Gebiet zu einem starken Rückgang bei Amphibien und feuchtflächengebundenen Vogel-, Tagfalter-, Heuschrecken- und Libellenarten. Daher wurden im Kranichwoog künstliche Flachwasserteiche angelegt, die neuen Lebensraum für diese Tierarten bieten sollen. Außerdem soll das Gebiet als Rastplatz für Zugvögel dienen – auch für Kraniche, nach denen es benannt ist.
Das Projekt soll auch dem naturbezogenen Tourismus und der Umweltbildung dienen. Allerdings soll die Beobachtung der Tiere nur aus größerer Entfernung möglich sein, um sie nicht zu stören.

## Entstehung
Die Einrichtung des Kranichwoogs geht auf eine Initiative der NABU Ortsgruppe Weilerbach aus dem Jahr 2012 zurück. 2013 wurde eine wasserwirtschaftliche Machbarkeitsstudie erstellt, die den heutigen Standort als am besten geeignet bestätigte. Im Jahr 2017 wurde mit der Realisierung des Projekts begonnen. Die Finanzierung erfolgte aus Mitteln der Gemeinschaftsaufgabe „Verbesserung der Agrarstruktur und des Küstenschutzes“(GAK). Dabei förderten der Bund und das Land Rheinland-Pfalz das Vorhaben mit insgesamt 600.000 Euro im Verhältnis 60 zu 40. Die Bauarbeiten endeten im Oktober 2019. Am 12. März 2020 wurde das fertiggestellte Projekt vor Ort offiziell von Landrat Ralf Leßmeister, der rheinland-pfälzischen Umweltministerin Ulrike Höfken und Cosima Lindemann, Vorsitzende des NABU Rheinland-Pfalz, vorgestellt.

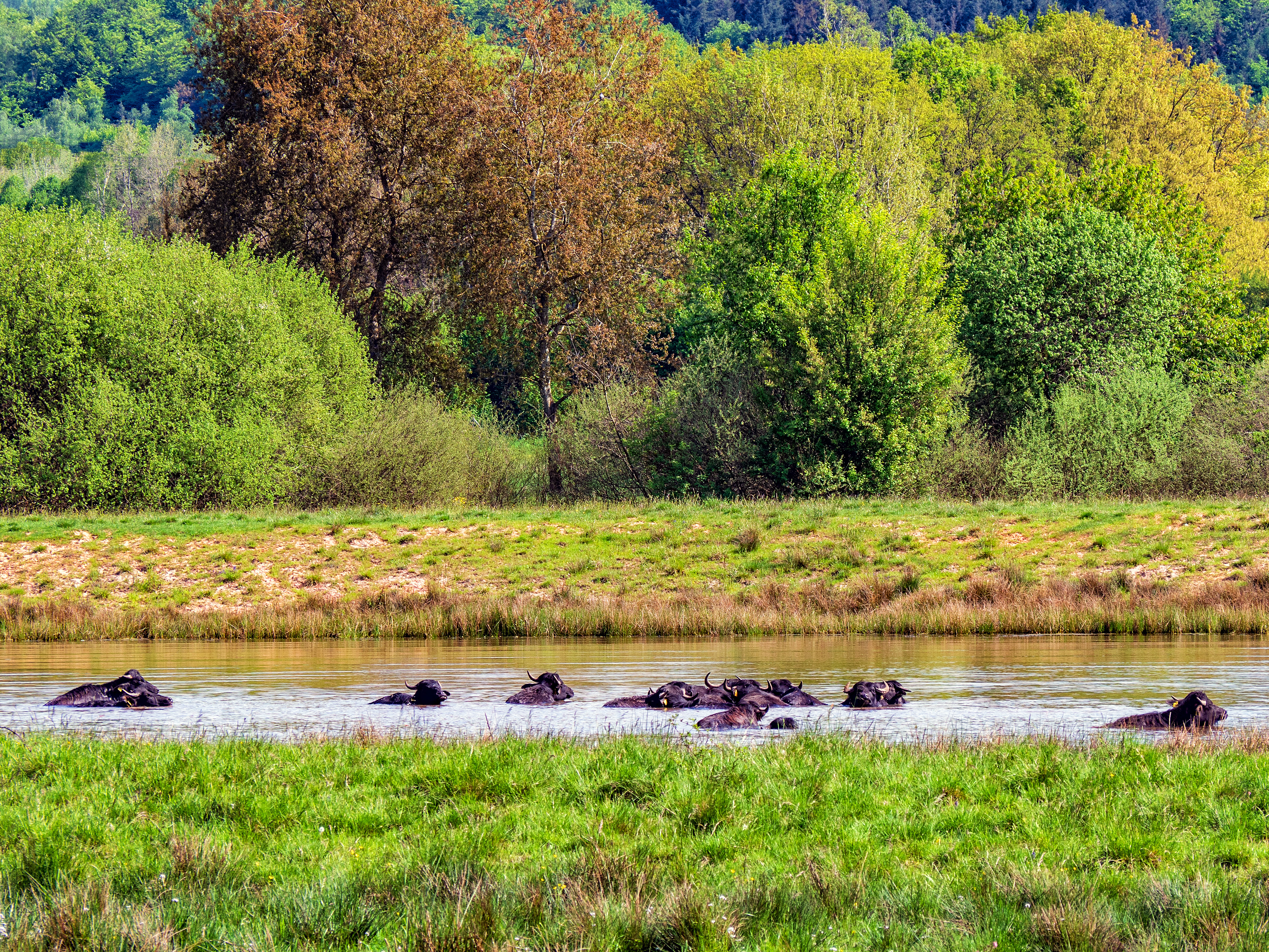
Badende Wasserbüffel im Kranichwoog

Im Oktober 2020 wurden die ersten sechs karpatischen Wasserbüffel im Kranichwoog angesiedelt, damit sie den Bewuchs auf den Weiden und an den Wasserflächen kurzhalten und das Zuwachsen des Geländes mit Schilf oder Gehölzen verhindern. Nachdem die Herde 2021 um weitere sechs Tiere ergänzt wurde, kam im Juni 2021 das erste Bullenkalb am Kranichwoog zur Welt.

## Erlebnisturm Kranichwoog

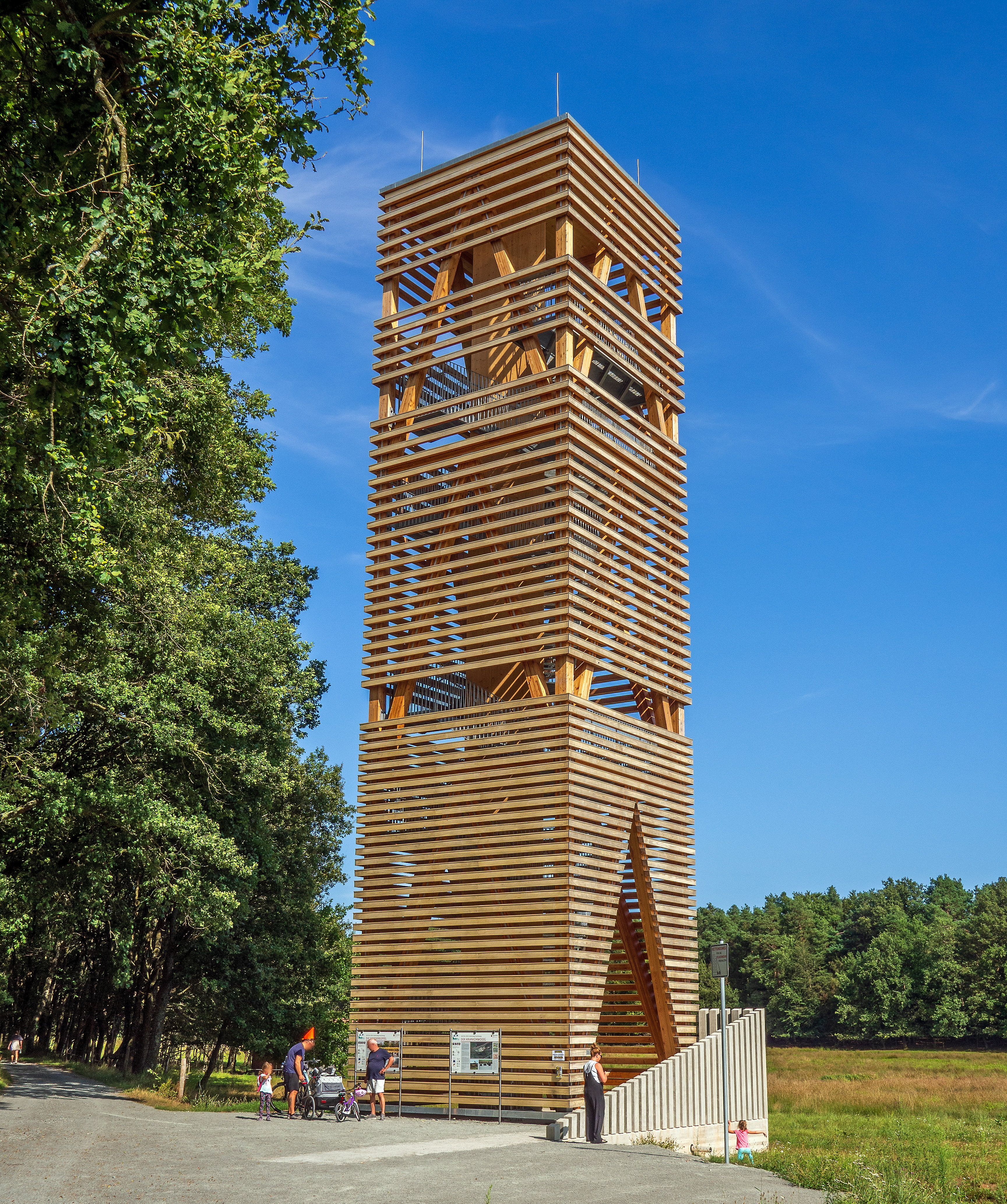
Erlebnisturm am Kranichwoog

Um die Beobachtung der Tiere am Kranichwoog aus sicherer Entfernung zu ermöglichen, wurde im Januar 2021 beschlossen, einen Aussichtsturm am Rand des Gebiets zu errichten. Im Juli 2021 wurde ein Architekturwettbewerb für die Gestaltung des Turms ausgelobt. Wichtige Randbedingungen waren vier Ebenen, auf denen Informationstafeln zu naturschutzfachlichen Inhalten präsentiert werden sollten. Jede Ebene sollte 20 Personen Platz bieten. Der Turm sollte maßgeblich aus Holz gebaut und barrierefrei zugänglich sein. Aus den vier Einreichungen wurde der Beitrag des Architekturbüros Marc Flick aus Wiesbaden ausgewählt. Die Bauarbeiten begannen im Juli 2023 und wurden im April 2024 abgeschlossen. Am 3. Mai 2024 wurde der Erlebnisturm Kranichwoog in einer Veranstaltung mit Klimaschutzministerin Katrin Eder und Staatssekretärin Petra Dick-Walther eröffnet.

## Verweise
- Kranichwoog. Informationen zum Kranichwoog und den Kranichwoog-Nachfolgeprojekten
- Beiträge zum Thema Kranichwoog Hütschenhausen. In: wochenblatt-reporter.de. Abgerufen am 11. April 2020.
- newsletter Dezember 2016. (PDF) Stiftung Natur und Umwelt Rheinland-Pfalz, abgerufen am 10. April 2020.